# Евмен (правитель Амастриди)

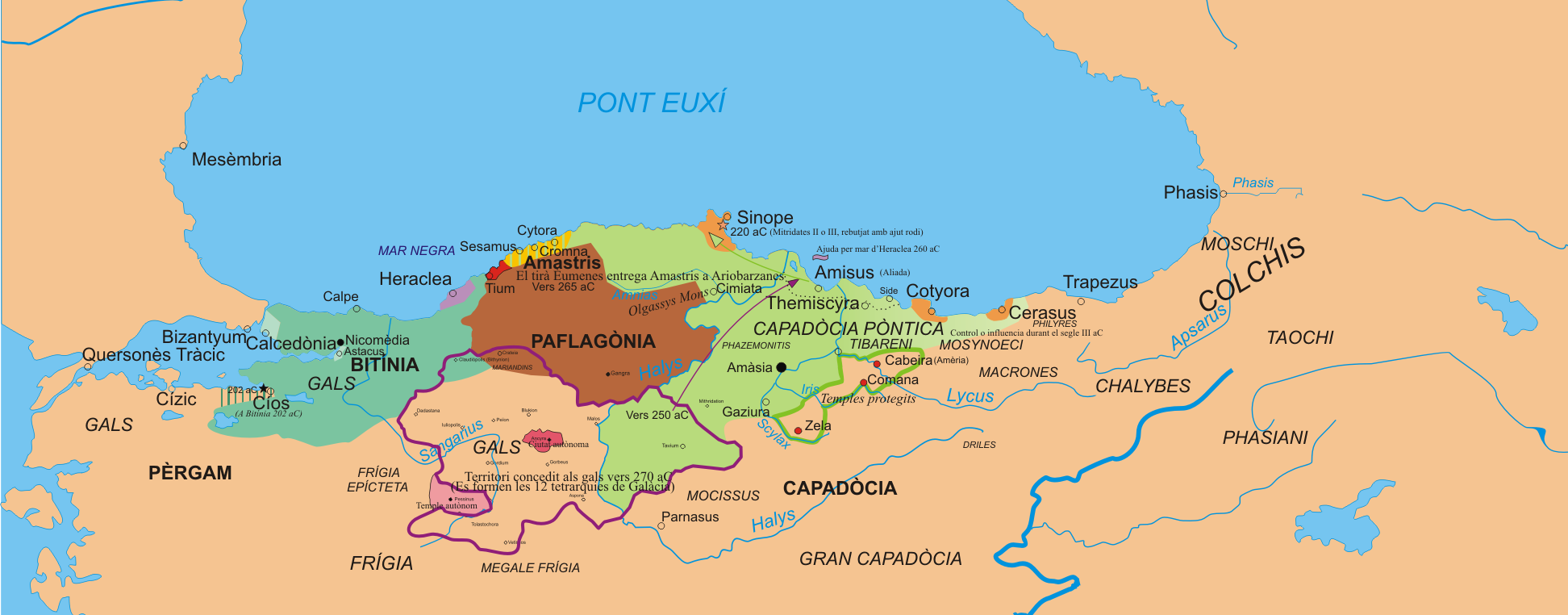
Територія Амастриди на політичній карті півночі Малої Азії першої половини 3 століття до н. е. (позначено всі чотири міста, які колись сформували цей поліс — від Тія до Кітори). Також позначені Понтійське царство (салатовий колір, підписаний як Понтійська Каппадокія), Гераклея Понтійська та Пергамська держава

Евмен — правитель розташованого у Південному Причорномор'ї грецького поліса Амастрида (між 284 та 265/260 до н. е.).
До 284 р. до н. е. Амастрида перебувала під контролем царів (тиранів) Гераклеї Понтійської — напевно, найпотужнішого грецького міста серед заснованих у Причорномор'ї. Саме виникнення полісу Амастрида було доволі недавньою подією та стало результатом об'єднання (синойкізму) територій чотирьох невеликих міст. Поліс отримав свою назву на честь цариці того ж імені, дружини Діонісія Гераклейського, а потім Лісімаха — полководця Александра Македонського, який став царем Македонії та Малої Азії. У підсумку Амастриду вбили її син та пасинок, котрі правили Гераклеєю. Лісімах же для помсти за колишню дружину (на той час він вже був одружений з донькою єгипетського царя) ввів свій загін до Гераклеї та наказав стратити вбивць. Ймовірно, саме тоді він віддав поліс Амастрида під управління Евмена.  
Вважається, що Евмен був братом правителя Пергаму Філетера та, відповідно, батьком першого пергамського царя Евмена I. Якщо це так, то він походив із міста Тій (Tium, Tios), розташованого за три десятки кілометрів на південний захід від Амастриди в усті сучасної річки Фільос. Можливо відзначити, що колись Тій став одним з тих самих чотирьох міст, котрі і сформували Амастриду, проте швидко вийшов зі складу цього полісу.
Після загибелі Лісімаха в битві з сирійським царем Селевком I та швидкого вбивства останнього (281 до н. е.) цілий ряд міст та територій Малої Азії відмовився коритись наступнику Селевка Антіоху I. Серед них була й Гераклея Понтійська, яка повела боротьбу за відновлення свого колишнього впливу. Зокрема, вона отримала певний контроль над Тієм та претендувала на те саме по відношенню до Амастриди.
З іншого боку, почало набирати сили Понтійське царство, правителі якого намагались підкорити грецькі портові міста на узбережжі. Вважається, що саме на допомогу якомусь із них приблизно між 275 та 265 до н. е. була спрямована чорноморська експедиція єгипетського царя Птолемея II, котра, втім, зазнала нищівної поразки у Пафлагонії від найнятих понтійцями галатів.
На жаль, брак письмових джерел щодо подій 3-го століття до н. е. у елліністичному світі не дає змоги з достатньою достовірністю відновити історію правління Евмена у Амастриді та його можливої боротьби з оточуючими містами та народами. Відомий лише підсумок — приблизно між 265 та 260 роками до н. е. він передав Амастриду під контроль понтійського царя Аріобарзана. Не виключено, що пергамська династія (з 263 року вже став до влади згаданий вище Евмен І) вирішила не боротись за утримання володінь, географічно відрізаних від основної території держави сильними суперниками.